# Time (sastav)
Time je rock sastav iz Zagreba osnovan u studenom 1971. Nakon odlaska iz sastava "Korni grupa", Dado Topić zajedno s Vladimirom Mihaljekom formira sastav Time. Prvi album Time izdaju 1972.g., zatim 1975. Time II i 1976. Život u čizmama s visokom petom. Nakon brojnih koncerata i nastupa po raznim festivalima, sastav 1977.g. prestaje s djelovanjem.

## Životopis sastava
Dado Topić u rujnu 1971.g. odlazi iz sastava "Korni Grupa" i u Zagrebu uz pomoć menadžera Vladimira Mihaljeka osniva sastav Time. Sastav je službeno nastao u studenom 1971., a u postavu su činili: Dado Topić, vokal, Tihomir Pop Asanović, klavijature (bivši član "Generalsa"), Vedran Božić, gitara (bivši član "Grešnici", "Roboti", "Wheels Of Fire", "Mi", "Nautilus", "Super Session Band", "BP Convention"), Mario Mavrin, bas (bivši član "BP" "Convention"), Ratko Divjak, bubnjevi (bivši član "Dinamiti", "BP" "Convention", "Plesni orkestar RTV Ljubljana") i Brane Lambert Živković, klavir i flauta (bivši član "Grupa 220").

### Time
Prvi LP Time izdaju 1972.g., za koji je Topić većinu skladbi napisao još dok je bio član "Korni grupe". Prvi naklada tiskana je u pet stotina primjeraka, jer se u to vrijeme nije vjerovalo da domaći album ima komercijalni potencijal. Kako je prodaja krenula iznenađujuće dobro, ploča je godinama kasnije redovno naknadno tiskana (CD reizdanje iz 1990. godine sadrži bonus skladbe "Makedonija" i "Da li znaš da te volim"). Na album se našla epski široka skladba "Za koji život treba da se rodim", jazz orijentirana "Kralj alkohol" (glazba Alberto Krasnići), "Istina mašina", neobavezna "Hegedupa upa" i balada "Pjesma No. 3". Originalna postava dala je nekoliko vrlo uvjerljivih koncerata, a onda je počelo odlaženjem glazbenika što je postala karakteristika sastava tokom čitave karijere. Prvo su otišli Živković i Mario Mavrin pa su bas-gitaru na smjenu svirali Dado, Nenad Zubak i Čarli Novak (bivši član "Generals", "Srce", "Septembar"). Zatim se iz redovitog angažmana povukao Ratko Divjak koga je zamijenio Pečo Petej, a povremeno se angažirao i Ivan "Piko" Stančić. Pečo Petej je u to vrijeme već imao izgrađenu reputaciju. 
Krajem '60-ih bio je član splitskog sastava "Delfini" zajedno s klavijaturistom Encom Lesićem. On i Enco 1970.g. prelaze u lndexe, ali Pečo se u grupi zadržao samo dva mjeseca. Po završetku Glazbene akademije u Grazu 1973.g. pristupio je u sastav Time i ostao mu vjeran tijekom svih uspona i padova. Ipak, veliki promet glazbenika kroz grupu rezultirao je i vrlo neobičnim postavama. Jednom prilikom u Osijeku su nastupili samo bubnjar Petej i Topić, a u Splitu se sastav pojavio u kombinaciji: Asanović, Petej i basist Mladen Baraković. Do prestanka rada originalne postave došlo je u siječnju 1973.g. 
Topić je nekoliko mjeseci proveo u Njemačkoj gdje je s Vedranom Božićem svirao po klubovima, a Asanović je otišao na turneju u SSSR kao član Novih fosila. Po povratku u zemlju, Topić je nastupao s "Jugoslavenskom pop selekcijom" koju je osnovao Pop Asanović. Sastav Time i "Pop selekcija" sudjelovale su na "Svjetskom festivalu omladine" u Berlinu, u tadašnjoj istočnoj Njemačkoj gdje su dobili nagradu za Asanovićevu kompoziciju "Berlin". Svirali su u Austriji kao predgrupa na turneji engleskog sastava East Of Eden, kao i na "BOOM 73" festivalu, a njihova skladba "Reci mi ciganko što u mome dlanu piše" objavljena je na uživo albumu BOOM Pop Fest 73 (Jugoton 1973.).  

### Time II
Početkom 1974.g. Topić je sudjelovao na snimanju albuma Majko zemljo Tihomira Asanovića na kome je pjevao i bio je autor glazbe i tekstova. Članovi "Pop selekcije" osnovali su kasnije sastav "September" s kojima je Topić povremeno nastupao. U dva navrata, tijekom 1974.g., Topić je bio u zatvoru zbog izbjegavanja vojne obaveze. Tijekom boravka u odgojnoj ustanovi napisao je skladbe za sljedeći album Time II koji je snimio s Asanovićem, Divjakom i Dragim Jelićem iz YU grupe koji je u to vrijeme u Ljubljani boravio na odsluženju vojnoga roka. Album izlazi 1975. od izdavača "PGP RTB". Topić je svirao bas, a na ploči su se našli trominutni hitovi "Alfa Romeo GTA", "Dok ja i moj miš sviramo Jazz", zatočeništvom inspirirana "Živjeti slobodno", balade "Da li znaš da te volim", "Divlje guske" i "Balada o 2000" za koju je glazbu napisao Alberto Krasnići. 
Završivši snimanje, studenoga 1974.g. otišao je na odsluženje vojnog roka u Celje. Po izlasku iz vojske, listopada 1975.g. kratko je promovirao drugi album, a zatim se preselio u London gdje je kao basist svirao sa sastavom "Foundations". S njim u grupi bio je i Pečo Petej i oni su odsvirali četrdeset tri koncerta po Engleskoj. U siječnju 1976.g. "Foundations" su svirali seriju koncerata po bivšoj Jugoslaviji. Poslije te turneje Topić i Petej su u Jugoslaviji obnovili Time. Ubrzo im se pridružio engleski klavijaturist Chris Nicholls. Chris je rodom iz Prestona (u blizini Liverpoola), u početku je svirao u jazz triju, a zatim je postao član grupe "Foundations" gdje je upoznao Topića i Peteja. Kada se posvađao s članovima "Foundations", došao je na nekoliko mjeseci u bivšu Jugoslaviju, ali je ostao više od tri godine.

### Život u čizmama s visokom petom
Time su svirali na "BOOM 76" festivalu i koncertna verzija skladbe "Da li znaš da te volim" zabilježena je na ploči "BOOM 76" (PGP RTB 1976.). Sljedeći njihov album Život u čizmama s visokom petom, Topić je snimio u Münchenu s glazbenicima: Vedran Božić (gitara), Chris Nicholls (klavijature), Ratko Divjak (bubnjevi), Karei Čarli Novak (bas-gitara), Ivan "Piko" Stančić (bubnjevi) i Zdenka Kovačiček (prateći vokali). Ovom pločom Topić je ponudio koncepcijski album koji za temu ima život rock zvijezde. Na materijalu nalazi se hit skladba "Rock' n'roll u Beogradu". Sljedeće dvije godine Topić je redovito svirao oproštajne turneje grupe Time. Tako je snimak njihovog nastupa održanog 6. studenog 1976.g. u novosadskom studiju "Ivi" zabilježen na dvostrukom kompilacijskom albumu Randevu s glazbom (Jugoton 1977.). Uz druge sastave, Time su zastupljeni skladbama "Život u čizmama s visokom petom" i "Divlje guske". Krajem 1977.g. propala je kombinacija sa super grupom "K2" u kojoj su trebali biti Kornelije Kovač, Dado Topić, Ratko Divjak, Čarli Novak, Sloba Marković i Josip Boček. Kada su se krajem 1977. godine Petej i Vedran zaposlili kao studijski glazbenici, grupa Time je službeno prestala s radom. 

## Nakon Timea
Topić i Nikols su pristupili beogradskom sastavu "Ribeli" koja je ime promijenila u "Mama Co Co". Redovno su nastupali u "Domu omladine Beograda" i pratili Zdravka Čolića na turneji "Putujući zemljotres". Brojni vjerni obožavatelji teško su mu oprostili što je kao basist bio u pratećoj grupi tipične pop zvijezde. Topić je u duetu s Borisom Aranđelovićem pjevao na singlu sastava "Smak" "Na Balkanu" 1979.g. 
Sa Slađanom Milošević Topić je za Pjesmu Eurovizije snimio pop skladbu "Princeza" koja se pojavila na maksi singlu. Uspjeh te suradnje doveo je do objavljivanja zajedničkog CD-a na kome se nalazi izbor skladbi iz njihove glazbene karijere. Topić je objavio mini LP Vodilja na kome je pjesma "Vodilja" iz dva dijela komponirana na rodoljubivi tekst.
Krajem osamdesetih Topić se preselio u Austriju gdje je 1993. godine objavio mini CD Call It Love. Na njemu su četiri mainstream orijentirane pjesme, urađene sa suradnikom Zwertnigom, suvlasnikom izdavačke kuće i studija Montana.
Godine 1998. Topić je s Vedranom Božićem, Ratkom Divjakom i mladim glazbenicima ponovo pokrenuo grupu Time, ali samo povremeno nastupaju.

## Diskografija

### Albumi
- 1972: Time (Jugoton)
- 1975: Time II (Alta - PGP RTB)
- 1976: Život u čizmama s visokom petom (PGP RTB)

### Singlovi
- 1973: "Život moj / Pjesma No.3" (Jugoton)
- 1973: "Reci Ciganko, što mi u dlanu piše / Makedonija" (Jugoton)
- 1975: "Kad jednom otkrijem čovjeka u sebi / Da li znaš da te volim" (PGP RTB)
- 1976: "Tin i Tina / Dok sjedim ovako u tvojoj blizini" (PGP RTB)
- 1976: "Kad smo ja i moj miš bili bokseri / Dok ja i moj miš sviramo jazz" (PGP RTB)
- 1976: "Poželi nešto / Superstar" (PGP RTB)

## Vanjske poveznice
- dadotopic.com - Službene stranice Dade Topića
- www.porin.info - grupa Time
- Sastav na diskografija.com